# Henri Fournier

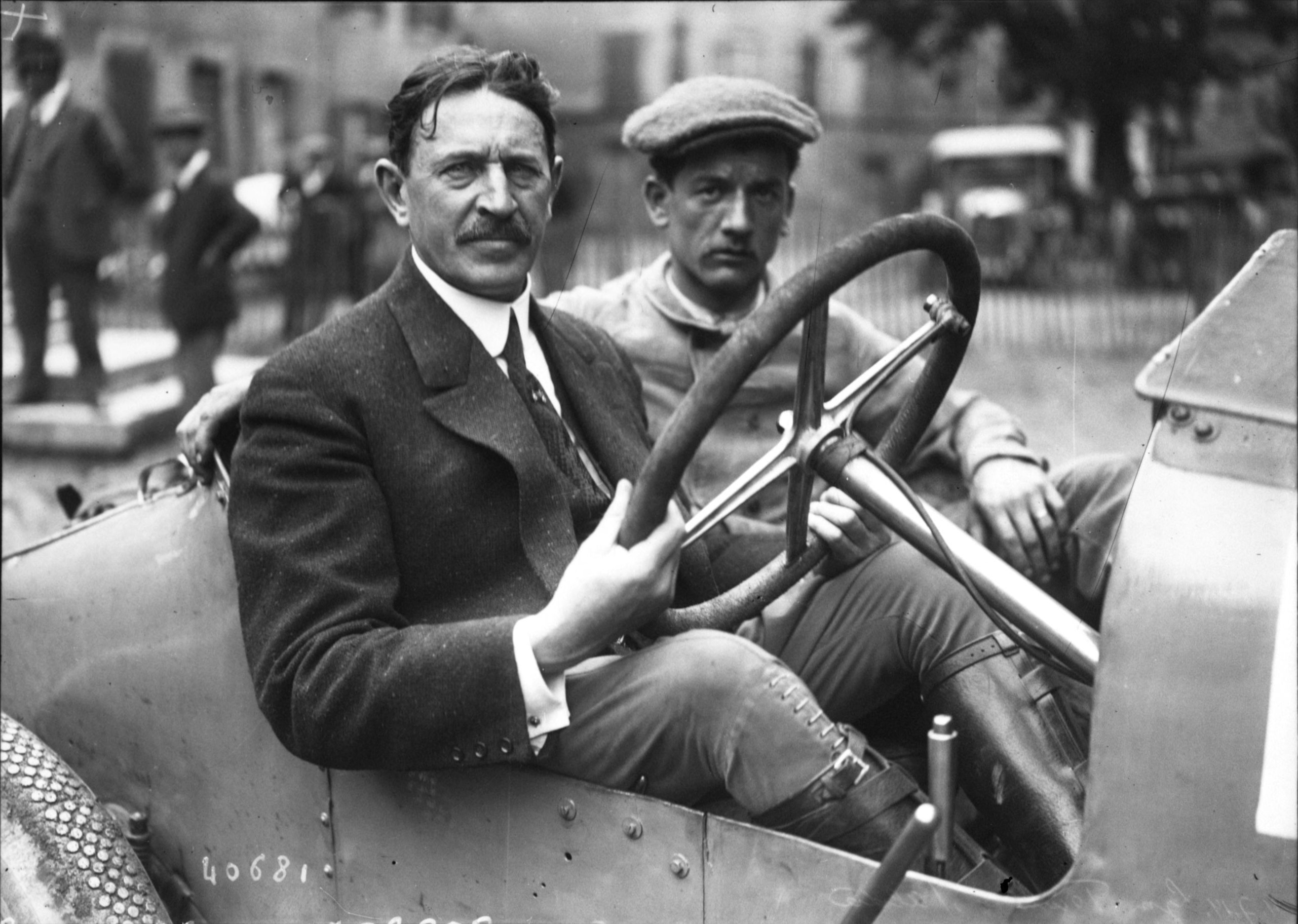
Henri Fournier za volantem, Grand Prix Francie v roce 1914

Henri Fournier [ánri furnié] (14. dubna 1871 Le Mans – 18. prosince 1919) byl francouzský automobilový závodník.

## Život
Fournier začal závodní kariéru s motocykly a také v té době běžnými tricykly. V roce 1901 nastoupil do tovární stáje Mors, kde se hned stal nejúspěšnějším jezdcem. V témže roce zvítězil v závodech Paříž-Bordeaux a Paříž-Berlín. Mimo silničních závodů se věnoval i závodům v rychlosti. Ve Spojených státech se svým vozem ustanovil rychlostní rekord na jednu míli. Během závodu Paříž-Vídeň v roce 1902 dominoval v první etapě s průměrnou rychlostí 114 km/h, později ale musel pro poruchu převodů ze závodu odstoupit. 5. listopadu 1902 v Dourdanu také zlepšil oficiální rychlostní rekord na 123 km/h.
Poté se na několik let stal obchodníkem s automobily, nejprve značky Hotchkiss, poté italské značky Itala. S vozem Itala se v roce 1907 vrátil na závodní dráhu, ze čtyř závodů bylo největším úspěchem osmé místo v posledním závodě kariéry, Velké ceně Spojených států v roce 1908.
Henri s bratrem Achillem společně založili v roce 1913 v Levallois-Perret firmu Établissements Fournier, která vyráběla vlastní automobily. Po Henriho smrti ji Achille prodal. Nový vlastník Victor Silvestre změnil jméno společnosti na Baby-Silvestre a ve výrobě pokračoval až do roku 1924.